# Pedro: Galletto coraggioso
Pedro: Galletto coraggioso (Un gallo con muchos huevos) è un film d'animazione 3D del 2015 diretto da Gabriel Riva Palacio Alatriste e Rodolfo Riva Palacio Alatriste.
La pellicola, prodotta da Huevocartoon Producciones, vede i due registi anche nelle vesti di autori di soggetto e sceneggiatura nonché produttori, e rappresenta il terzo film del franchise Huevos.

## Trama
Quando apprende che la sua fattoria è in bancarotta e rischia di essere venduta, un giovane gallo chiamato Pedro (Toto nella versione originale) decide di farsi coraggio ed affrontare in combattimento Sylvester Pollone (Bankivoide nella versione originale).

## Distribuzione
Il film è uscito il 20 agosto 2015 nei cinema messicani, dove ha rappresentato un grande successo commerciale. La pellicola ha avuto ottimi riscontri economici anche negli Stati Uniti dove è uscito il 4 settembre 2015 per la Pantelion Films.
In Italia, il film è stato distribuito al cinema il 3 marzo 2016 da Eagle Pictures e doppiato in italiano da D-Hub Studios con Leslie La Penna come direttore del doppiaggio.

## Franchise
Pedro: Galletto coraggioso è il terzo film del franchise Huevos. I primi due film sono stati Un film sulle uova del 2006 e Un film sull'uovo 2 del 2009. In seguito è uscito Pedro: Galletto coraggioso - Missione Africa nel 2021. E il quinto film Huevitos congelados uscito il 14 dicembre 2022.